# Liste von Flugzeugtypen/T–Z
Liste von Flugzeugtypen
A–B C–D E–H I–M N–S T–Z
T – U – V – W – X – Y – Z

## T

### Tachikawa Hikōki(Tachikawa Aircraft Co. Ltd.)
- Tachikawa Ki-9  Grundschulflugzeug
- Tachikawa Ki-17 zweisitziges Grundschulflugzeug
- Tachikawa Ki-36 Heeresverbindungsflugzeug
- Tachikawa Ki-54 Besatzungsschulflugzeug
- Tachikawa Ki-55 Fortgeschrittenentrainer
- Tachikawa Ki-70 Hochgeschwindigkeitsaufklärer
- Tachikawa Ki-74 Fernbomber/Höhenaufklärer (nur Prototyp)
- Tachikawa Ki-77 Langstrecken – Versuchsflugzeug
- Tachikawa Ki-94 schwerer Höhenjäger
- Tachikawa Ki-106 Versuchsjäger
- Tachikawa Army Type LO Lizenzbau Lockheed Model 14

### Tatra
- T-1
- T-101
- T-126
- T-131
- T-201
- T-301

### Taylorcraft Aviation
- Taylor Chummy
- Taylor-Young Model A
- Taylorcraft Model B
- Taylorcraft Model D
- Taylorcraft TG-6
- Taylorcraft L-2
- Taylorcraft Model F

### Taylorcraft Aeroplanes (England)
siehe Auster Aircraft

### Technoavia
- Technoavia SP-91
- Technoavia SM92 Finist

### Technoflug
- Carat
- Piccolo

### Tecnam(S.R.L. Costruzioni Aeronautiche Tecnam)
- P92 Echo
- P96 Golf
- P2002
- P2006T
- P2008
- P2010
- P2012

### Temco Aircraft
- Temco TT
- Temco T-35

### Thomas-Morse
- Thomas-Morse S4 Scout
- Thomas-Morse O-19
- Thomas-Morse MB-1
- Thomas-Morse MB-3
- Thomas-Morse MB-4

### Thulinverken
- Thulin A (in Lizenz hergestellte Blériot XI)
- Thulin B (in Lizenz hergestellte Morane-Saulnier G)
- Thulin D (in Lizenz hergestellte Morane-Saulnier L)
- Thulin E
- Thulin FA
- Thulin G
- Thulin H
- Thulin K
- Thulin L
- Thulin LA
- Thulin M
- Thulin N
- Thulin NA

### Tomaschewitsch
- I-110
- I-111 Pegas

### Transall
- Transall C-160

### Transavia Corporation
- Transavia PL-12

### Transcendental
- Model 1G

### Travel Air
- Travel Air Model R
- Travel Air 2000
- Travel Air 5000

### Tschetwerikow
- ARK-3
- MDR-3
- SPL
- TA-1
- MDR-6 (Tsche-2)

### Tsibin
- siehe Zybin

### Tupolew
- ANT-1
- ANT-2
- ANT-3 (R-3)
- ANT-4 (TB-1)
- ANT-5 (I-4)
- ANT-6 (TB-3)
- ANT-7 (R-6)
- ANT-8 (MDR-2)
- ANT-9 (PS-9)
- ANT-10 (R-7)
- ANT-14 „Prawda“
- ANT-16 (TB-4)
- ANT-20 „Maxim Gorki“
- ANT-22 (MK-1)
- ANT-25 (RD)
- ANT-26 (TB-6)
- ANT-27 (MDR-4, MTB-1)
- ANT-28
- ANT-29 (DIP)
- ANT-31 (I-14)
- ANT-35 (PS-35)
- ANT-37 (DB-2)
- ANT-40 (SB-2)
- ANT-42 (TB-7, Pe-8)
- ANT-44 (MTB-2)
- ANT-58/Tupolew Tu-2  (NATO-Codename: Bat)
- Tupolew Tu-4  (NATO-Codename: Bull)
- Tupolew Tu-12
- Tupolew Tu-14  (NATO-Codename: Bosun)
- Tupolew Tu-16  (NATO-Codename: Badger)
- Tupolew Tu-22  (NATO-Codename: Blinder)
- Tupolew Tu-22M  (NATO-Codename: Backfire)
- Tupolew Tu-24
- Tupolew Tu-70  (NATO-Codename: Cart)
- Tupolew Tu-75
- Tupolew Tu-80/85  (NATO-Codename: Barge)
- Tupolew Tu-91  (NATO-Codename: Boot)
- Tupolew Tu-98
- Tupolew Tu-95 (Tu-20)  (NATO-Codename: Bear)
- Tupolew Tu-104  (NATO-Codename: Camel)
- Tupolew Tu-107
- Tupolew Tu-110  (NATO-Codename: Cooker)
- Tupolew Tu-114  (NATO-Codename: Cleat)
- Tupolew Tu-116
- Tupolew Tu-124  (NATO-Codename: Cookpot)
- Tupolew Tu-126  (NATO-Codename: Moss)
- Tupolew Tu-128  (NATO-Codename: Fiddler)
- Tupolew Tu-134  (NATO-Codename: Crusty)
- Tupolew Tu-142  (NATO-Codename: Bear-H)
- Tupolew Tu-144  (NATO-Codename: Charger)
- Tupolew Tu-154  (NATO-Codename: Careless)
- Tupolew Tu-160  (NATO-Codename: Blackjack)
- Tupolew Tu-2000
- Tupolew Tu-204
- Tupolew Tu-214
- Tupolew Tu-330
- Tupolew Tu-324
- Tupolew Tu-334
- Tupolew Tu-354
- Tupolew Tu-414
- Tupolew Tu-444

## U

### Udet Flugzeugbau
- U 1
- U 2
- U 3
- U 4
- U 5
- U 6
- U 7 „Kolibri“
- U 8 „Limousine“
- U 9 (Projekt)
- U 10
- U 11 „Kondor“
- U 12 „Flamingo“
- U 13 „Bayern“

### UFAG(Ungarische Flugzeugwerke AG)
- UFAG C.I

### Ursinus
- Ursinus Seeflugzeug

### UTVA
- Utva 56
- Utva 60
- Utva 65
- Utva 75
- Utva 213
- Utva Aero 3

## V

### ValmetOy (Valtion Metallitehaat Lentokonetehdas)
- L-70, „Vinka“
- L-80, „Turbo Vinha“
- L-90, „Redigo“
- PIK-15 – Entwurf: Polyteknikkojen ilmailukerho
- PIK-23 Towmaster – Entwurf: Polyteknikkojen ilmailukerho
- Tuuli, Schulflugzeug
- Vihuri, „Sturmwind“

Siehe auch: Liste von Flugzeugtypen/T–Z#Valtion lentokonetehdas (VL)

### Valsts elektrotehniskā fabrika(VEF)
- VEF Irbitis I-5
- VEF Irbitis I-6
- VEF Irbitis I-7
- VEF Irbitis I-8
- VEF Irbitis I-11
- VEF Irbitis I-12
- VEF Irbitis I-14
- VEF Irbitis I-15
- VEF Irbitis I-16
- VEF Irbitis I-17
- VEF Irbitis I-18
- VEF Irbitis I-19
- VEF JDA-10M
- VEF SV-5

### Valtion lentokonetehdas(VL)
- Kotka
- Myrsky „Sturm“
- Pyörremyrsky „Hurrikan“
- Pyry
- Humu
- Sääski
- Tuisku
- Viima

Siehe auch: Flugzeuge von Valmet Oy

### Vanguard
- Omniplane

### VEB Apparatebau Lommatzsch
siehe: VEB Apparatebau Lommatzsch

### VEB Flugzeugwerft Dresden
siehe: VEB Flugzeugwerft Dresden

### VEB Waggonbau Gotha
siehe: Gothaer Waggonfabrik

### VEF
siehe: Valsts elektrotehniskā fabrika

### Vendôme
- Vendôme No. 2

### Vereinigte Flugtechnische Werke(VFW)
- VAK 191B
- VFW 614
- VC 400
- VC 500

### Vereinigte Flugtechnische Werke-Fokker(VFW-Fokker)
- VFW-Fokker FK-3, Segelflugzeug

### Vertol
- VZ-2 (Model 76)

### Vickers
- 432
- E.S.I
- F.B.5 Gunbus
- F.B.9
- F.B.14
- F.B.19
- Flanders
- Jockey
- Valentia
- Valetta
- 131 Valiant (1927)
- Valiant
- Vancouver
- Vanguard
- Vanessa
- Varsity
- Varuna
- VC10 und Super VC10
- Vedette
- Velos
- Vernon
- Vespa
- Vigil
- Vickers Viking (Flugboot) (1918)
- Vickers Viking (1945)
- Vildebeest
- Vimy
- Vincent
- Vireo
- Virginia
- Viscount 700
- Viscount 800
- Vista
- Vixen
- Vulcan
- Warwick
- Wellesley
- Wellington
- Windsor

### Vickers-Armstrong
- Vickers-Armstrong Windsor

### Viking Flying Boat Company
- Viking OO  (F.B.A. 17)

### Voisin
- Voisin Standard
- Voisin 1
- Voisin 3
- Voisin 5
- Voisin 8
- Voisin 10
- Voisin Canard
- Voisin Delagrange I
- Voisin Hydro Canard 1
- Voisin Triplane

### Vought
siehe auch  Chance Vought,
- Vought FU
- Vought VE-7 Bluebird
- Vought A-7 Corsair II
- Vought F-8 Crusader, V-383...
- Vought OS2U Kingfisher, VS-310
- Vought O2U
- Vought O3U
- Vought SU Corsair
- Vought SBU
- Vought SB2U Vindicator
- Ling-Temco-Vought XC-142, zusammen mit Hiller und Ryan

### Vought-Sikorsky
siehe auch  Chance Vought,
- Vought-Sikorsky V-173

### Vuia
- Vuia 1
- Vuia 2
- Vuia 3

### Vultee
- Vultee A-31/A-35 Vengeance
- Vultee BT-13/BT-15/SNV Valiant
- Vultee P-66 Vanguard
- Vultee V-1
- Vultee XP-54
- Vultee XP-68 Tornado
- Vultee YA-19
- Vultee XA-41

### VZLÚ
- VZLÚ HC-3
- VZLU TOM-8

## W

### Wassmer
- Wassmer D-112
- Wassmer D-120
- Wassmer WA-20 Javelot Segelflugzeug
- Wassmer WA-21 Javelot II Segelflugzeug
- Wassmer WA-22 Super-Javelot Segelflugzeug
- Wassmer WA-23 Segelflugzeug
- Wassmer WA-26 Squale Segelflugzeug
- Wassmer WA-28 Espadon Segelflugzeug
- Wassmer WA-30 Bijave Segelflugzeug
- Wassmer WA-40 Super IV Sancy
- Wassmer WA-41 Super IV Baladou
- Wassmer WA-421-250
- Wassmer WA-50
- Wassmer WA-51 Pacific
- Wassmer WA-52 Europa
- Wassmer WA-54 Atlantic
- Wassmer WA-80 Piranha
- Wassmer WA-81

### Waco(Weaver Aircraft Company of Ohio)
- Waco CG-3A
- Waco CG-4A
- Waco CG-13A
- Waco CG-15A
- Waco CH-13A
- Waco PT-14

### Watanabe
- Watanabe E9W Slim

### Wedell-Williams Air Service Corp.
- Wedell-Williams 44

### Weserflug
- We 271

### Weiss Manfred(Manfréd Weiss Stahl- und Metallwerke AG Csepel)
- Weiss Manfred Hungária (Weiterentwicklung der Udet U 12)
- Weiss Manfred WM 9 Budapest (Bomber-Prototyp)
- Weiss Manfred WM-10 Olyv (Schulflugzeug)
- Weiss Manfred WM-13 (Schulflugzeug, Weiterentwicklung der WM-10)
- Weiss Manfred WM-16 Budapest II (Bomber, entwickelt aus der Fokker C.V)
- Weiss Manfred WM-20 (Prototyp eines Anfänger-Schulflugzeuges)
- Weiss Manfred WM-21 Sólyom (Bomber, Weiterentwicklung der WM-16B, 1939–1944)
- Weiss Manfred WM-23 Ezüst Nyil (Jagdflugzeug-Prototyp 1940)
- Weiss Manfred WM-123 Ezüst Nyil II (geplante Weiterentwicklung der WM-23)

### Westland Aircraft
- Westland F.9/27
- Westland F.7/30
- Westland C.O.W. Gun Fighter
- Westland Interceptor
- Westland Lysander
- Westland N.1B
- Westland-Hill Pterodactyl
- Westland PV-3
- Westland PV-6
- Westland PV-7
- Westland Wagtail
- Westland Wallace
- Westland Walrus
- Westland Wapiti
- Westland Weasel
- Westland Welkin
- Westland Westbury
- Westland Whirlwind (Flugzeug)
- Westland Widgeon (Flugzeug)
- Westland Witch
- Westland Wizard
- Westland Wyvern
- Westland Yeovil

### WigetworksLtd.
- Wigetworks Airfish AF-8

### Wiener Karosserie- und Flugzeugfabrik(W.K.F.)
- W.K.F. DD
- W.K.F. Dr I
- W.K.F. D Prototyp

### Wiener Neustädter Flugzeugwerke
- WNF Wn 11
- WNF Wn 16

### Wight Aircraft
- Wight Pusher Seaplane
- Wight Seaplane (Admiralty Type 840)

### Wright
- Wright Flyer I
- Wright Flyer II
- Wright Flyer III
- Wright Model A
- Wright Model B
- Wright Model G
- Wright FW
- Wright F2W
- Wright F3W Apache

## X

### Xi’an Aircraft
- H-6
- JY-7
- MA60
- Y-7
- Y-8

### Xtreme Air
- Xtreme 3000
- Xtreme 3042

## Y

### Yakovlev
- siehe Jakowlew

### Yermolayev
- siehe Jermolajew

### Yuneec
- Yuneec e430
- Yuneec ePac
- Yuneec eSpyder
- Yuneec eViva

### Yokosuka Naval Air Technical Arsenal
- D4Y Suisei (Komet) Judy
- E14Y1 Glen
- H5Y Cherry
- K5Y Willow
- MXY-7 Ohka (Kirschblüte) Baka
- MXY-8 Akigusa
- MXY-9 Shuka
- P1Y Ginga (Galaxie) Frances
- R2Y Keiun (Schöne Wolke)

## Z

### Zakład Remontów i Produkcji Sprzętu Lotniczego(ZRPSL)
- EM-10 Bielik

### Zaparka
- Versuchsdoppeldecker

### Zenair
- Zenair Cricket (Kit)
- Zenair Zipper
- Zenair Zipper II
- Zenair CH 50 Mini Z
- Zenair CH 100 Mono-Z
- Zenair CH 150 Acro-Z
- Zenair CH 180 Super Acro-Z
- Zenair CH 200
- Zenair CH 250
- Zenair CH 300
- Zenair CH 300 Tri-Z
- Zenith CH 400
- Zenith CH 600
- Zenith CH 601
- Zenith CH 620 Gemini
- Zenair CH 640
- Zenair CH 650
- Zenith STOL CH 701
- Zenith STOL CH 750
- Zenith STOL CH 801
- Zenith CH 2000 Alarus
- Zenair CH 8000 AG

### Zeppelin-Staaken
- Staaken R.III
- Staaken R.VI
- Zeppelin E 4/20

### Zlín(Zlínská Letecká Akciová Společnost)
- Z-IX
- Z-XI
- Z-XII
- Z-XIII
- Z-XV
- Z-V
- Z-20
- Z-22 Junák
- Z-26 Trenér
- Z-37 Čmelák Agrarflugzeug
- Z-42
- Z-43
- Z-50 Kunstflugzeug
- Z-122
- Z-126 Trenér-2
- Z-142
- Z-226 Trenér-6
- Z-326 Trenér Master / Akrobat
- Z-526 Trenér Master / Akrobat
- Z-726 Universal

### Zmaj
- Fizir FN

### Zybin
- NM-1
- RSR
- Z-25